# Through the Rain
A Through the Rain Mariah Carey amerikai popénekesnő első kislemeze tizenegyedik, Charmbracelet című albumáról. A dalt Carey és Lionel Cole írták, és 2002-ben jelent meg kislemezen.

## Fogadtatása
A Through the Raint szánták Carey nagy visszatérésének, miután előző albuma, a Glitter és a hozzá kapcsolódó, szintén Glitter című filmje nem váltotta be a hozzáfűzött reményeket; szövege is arról szól, hogy próbálkozással és hittel túl lehet jutni a nehéz időszakokon. Debütáló kislemeze, a Vision of Love óta ez az első olyan lassú száma Careynek, ami egy album első kislemezeként jelenik meg.
Az Amerikai Egyesült Államokbak a Through the Rain nem hozta a várt sikert: csak a Billboard Hot 100 81. helyéig jutott, a rádiós játszásokon alapuló Hot 100 Airplay listára pedig fel sem került. Külföldön azonban sikeres lett a dal, Spanyolországban listavezető lett, Kanadában, az Egyesült Királyságban és Brazíliában a Top 10-be került. A Fülöp-szigeteken az album nem túl nagy promóciója ellenére is nagy sikert aratott a kislemez, és a slágerlista első helyére került.
2003-ban Japánban a dalt filmzeneként is felhasználták, Kousuke Fujishima egy mangájának tévés feldolgozásához.
Az USA-ban a MADtv levetítette a dal és videóklipje egy paródiáját Not Insane címmel; Debra Wilson énekelte, míg kifigurázta Careyt és Whitney Houstont.

## Videóklip és remixek
A dal videóklipjét Dave Meyers rendezte, és New Yorkban forgatták, nem messze Long Islandtől, ahol Carey felnőtt. A klipben az énekesnő szülei, Alfred Roy Carey és Patricia Hickley történetét elevenítik fel (J.D. Williams és Jamie-Lynn Sigler alakítja őket), és fontos szerepet kap benne egy szerencsekarkötő (ezt jelenti az album címe magyarul), valamint napraforgók is láthatóak benne (az album egyik dala, amit Carey az apja haláláról írt, a „Napraforgók Alfred Roynak” címet kapta).
Carey legtöbb korábbi albuma első kislemezéhez készült remix is, ami rendszerint az albumra is felkerült és amihez videóklipet is forgattak, a Through the Rainnek az albumon szereplő remixét azonban, amiben Joe és Kelly Price énekel, nem kísérte nagy reklámhadjárat. A korábbi remixektől eltérően ennél a dalnál Mariah nem énekelte fel újra a vokálokat a remixhez.
A dalt több neves producer remixelte, köztük Hex Hector & Mac Quayle (HQ2), Maurice Joshua, Full Intention és Boris Dlugosch & Michi Lange (Boris & Michi). Nem hivatalos remixet a brit Love To Infinity (a.k.a. Soda Club) is készített hozzá. Carey eredetileg a több korábbi dalát is remixelő David Moralest akarta felkérni, Morales azonban csak akkor vállalta volna el, ha újraénekli hozzá a vokálokat, és erre az énekesnőnek nem volt ideje. A Through the Rain kislemezből világszerte több mint 1 000 000 példány kelt el.

### Hivatalos remixek, verziók listája
| - Through the Rain (Boris & Michi’s Club Mix) - Through the Rain (Boris & Michi’s Radio Mix) - Through the Rain (Boris & Michi’s Through The Dub Mix) - Through the Rain (Full Intention Club Mix) - Through the Rain (Full Intention Dub Mix) - Through the Rain (Full Intention Radio Mix) - Through the Rain (Hex Hector Club Mix) - Through the Rain (Hex Hector Radio Mix) - Through the Rain (Hex Hector Radio Vocal Mix) | - Through the Rain (Hex Hector/Mac Quayle Club Mix) - Through the Rain (Hex Hector/Mac Quayle Radio Edit) - Through the Rain (Maurice Joshua Club Mix) - Through the Rain (Maurice Joshua Radio Edit) - Through the Rain (Maurice Joshua Dub) - Through the Rain (Radio Edit) - Through the Rain (Remix feat. Kelly Price & Joe) - Through the Rain (Remix Instrumental) |

## Változatok
| CD kislemez (Kanada, Európa) 7" bakelit kislemez (USA) 1. Through the Rain (LP version) 2. Through the Rain (Remix feat. Kelly Price and Joe) CD maxi kislemez (USA) 1. Through the Rain (Album version) 2. Through the Rain (Hex Hector/Mac Quayle Radio Edit) 3. Bringin’ On the Heartbreak (Live) CD maxi kislemez (Ausztrália, Európa) 1. Through the Rain (Radio Edit) 2. Through the Rain (Hex Hector/Mac Quayle Radio Edit) 3. Through the Rain (Maurice Joshua Radio Edit) 4. Through the Rain (Full Intention Club Mix) CD maxi kislemez (Ausztrália, Új-Zéland, Európa, Ázsia) 1. Through the Rain (LP version) 2. Through the Rain (Remix feat. Kelly Price and Joe) 3. Through the Rain (Full Intention Radio Edit) 4. Through the Rain (Boris & Michi’s Radio Mix) CD maxi kislemez (Európa) + poszter 1. Through the Rain (Album version) 2. Through the Rain (Full Intention Radio Mix) 3. Through the Rain (Boris & Michi’s Radio Mix) 4. Through the Rain (Hex Hector Radio Mix) | CD maxi kislemez (Európa) 1. Through the Rain (Radio Edit) 2. Through the Rain (Remix feat. Kelly Price and Joe) 3. Through the Rain (Maurice Joshua Remix) 4. Through the Rain (Video) 12" maxi kislemez (USA) 1. Through the Rain (Full Intention Club Mix) 2. Through the Rain (Maurice Joshua Club Mix) 3. Through the Rain (Hex Hector Club Mix) 4. Through the Rain (Full Intention Dub Mix) 5. Through the Rain (Maurice Joshua Dub Mix) Kazetta (Európa) 1. Through the Rain (LP version) 2. Through the Rain (Remix feat. Kelly Price And Joe) 3. Through the Rain (Hex Hector Radio Mix) |

## Helyezések
| Slágerlista (2002)                  | Legmagasabb helyezés |
| ----------------------------------- | -------------------- |
| Nemzetközi egyesített slágerlista   | 15                   |
| USA Billboard Hot 100               | 81                   |
| USA Billboard Hot R&B/Hip-Hop Songs | 69                   |
| USA Billboard Top 40 Tracks         | 38                   |
| USA Billboard Hot Dance Club Play   | 1                    |
| USA Billboard Mainstream Top 40     | 26                   |
| USA Billboard Adult Contemporary    | 17                   |
| Ausztrál ARIA kislemezlista         | 15                   |
| Ausztria Top 75 kislemez            | 45                   |
| Brazil Top 100 kislemez             | 7                    |
| Brit Top 75 kislemezlista           | 8                    |
| Dél-Afrika, Jam FM Charts           | 4                    |
| Francia Top 100 kislemez            | 22                   |
| Holland Mega Top 100 kislemez       | 9                    |
| Ír Top 50 kislemez                  | 16                   |
| Japán Oricon kislemezlista          | 26                   |
| Kanadai kislemezlista               | 5                    |
| Német Top 100 kislemez              | 36                   |
| Norvég Top 20 kislemez              | 15                   |
| Olasz Top 50 kislemez               | 7                    |
| Spanyol Top 20 kislemez             | 1 (1 hétig)          |
| Spanyol Los 40 Principales          | 9                    |
| Svájci Top 100 kislemez             | 7                    |
| Svéd Top 60 kislemez                | 7                    |
| Új-zélandi Top 50 kislemez          | 37                   |